# Stingaree
Stingaree ist ein Spielfilm mit Irene Dunne und Richard Dix unter der Regie von William A. Wellman. Die beiden Stars hatten zusammen bereits in dem oscarprämierten Western Cimarron vor der Kamera gestanden. Der Film vereint etliche Genres wie Operette, Western und Abenteuerfilm.

## Handlung
Der wohlhabende australische Schafzüchter Hugh Clarkson und seine Frau erwarten die Ankunft des bekannten Komponisten Sir Julian Kent. Mrs. Clarkson lebt in dem Glauben, eine begnadete Sängerin zu sein, eine Vorstellung allerdings, die von niemandem sonst geteilt wird. Im Haushalt der Clarksons lebt auch die junge Hilda Bouverie, die im Gegensatz zu Mrs. Clarkson tatsächlich ein begnadetes Talent ist. Gerade als Sir Julian sich mit der Postkutsche nähert, wird diese von dem bekannten Banditen Stingaree überfallen. Stingaree, der selber ein ausgezeichneter Sänger ist, entführt Sir Julian. Am nächsten Tag, als der gesamte Haushalt mit Ausnahme von Hilda aufbricht, um Sir Julian zu empfangen, schleicht sich Stingaree auf das Anwesen der Clarksons. Hilda hält den attraktiven Fremden für Sir Julian und singt für ihn einige Takte. Der – angebliche – Sir Julian alias Stingaree ist sehr beeindruckt von dem Talent und verspricht Hilda, ihr zu helfen, selber Karriere zu machen. Nach einigen Verwechslungen schaffte es Stingaree, dass sich der echte Sir Julian Hildas annimmt. Schon kurze Zeit später feiert sie Triumphe an allen führenden Opernhäusern der Welt. Eines Tages erkennt Hilda, wie sehr sie im Grunde Stingaree liebt. Sie gibt eine letzte Vorstellung im Opernhaus von Melbourne und wird zum Schluss von Stingaree entführt. Beide reiten in den Sonnenuntergang.

## Hintergrund
Irene Dunne war bereits eine ausgebildete Sängerin, als sie 1930 nach Hollywood kam. Trotzdem wurde ihr Gesangstalent in den folgenden Jahren von ihrem Studio RKO nicht genutzt und Dunne spielte meist in tränenreichen Melodramen. Erst Stingaree bot ihr die Gelegenheit, ihre Fähigkeiten unter Beweis zu stellen. Wie bislang bei fast jedem ihrer Filme, war Irene Dunne auch hier nur die zweite Wahl und bekam die Rolle erst, nachdem die ursprünglich vorgesehene Jeanette MacDonald nicht von MGM freigegeben wurde.
Stingaree brachte sie erneut mit Richard Dix zusammen, ihrem Partner in Cimarron, der 1931 den Durchbruch für Dunne bedeutete und ihr eine Nominierung für den Oscar als beste Hauptdarstellerin einbrachte. Mittlerweile war die Popularität von Dix im Schwinden und sein Name wurde im Vorspann erst nach dem von Irene Dunne genannt. Ursprünglich sollten die beiden Schauspieler bereits im Vorjahr in der Komödie The Ace zusammen auftreten, doch zerschlugen sich die Pläne. Die Rolle des Stingaree war zunächst für Leslie Banks vorgesehen, ehe sie an Dix ging.
Die meisten Außenaufnahmen fanden auf der Ranch von Edgar Rice Burroughs, dem Autor der Tarzan-Romane, statt, während die Szenen, die im Opernhaus von Melbourne spielen, in den immer noch aufrecht stehenden Sets des Stummfilms The Phantom of the Opera von 1925 auf dem Gelände der Universal Studios gedreht wurden. Die Miete für die Sets betrug 1.500 US-Dollar.

## Kinoauswertung
Die Produktionskosten beliefen sich am Ende auf 408.000 US-Dollar, was ungefähr dem Durchschnitt für einen A-Film bei RKO entsprach. An der Kinokasse erwies sich Stingaree als unpopulär und spielte lediglich 563.000 US-Dollar ein. Am Ende stand ein Verlust in Höhe von 49.000 US-Dollar für das Studio.

## Kritiken
In der New York Times wurde der Film ausdrücklich gelobt.

„[die] unglaubwürdigen Ereignisse sind sehr unterhaltend. Miss Dunne gibt eine charmante Darstellung und singt die etlichen Lieder mit viel Können.“